# Maristen
Mit Maristen werden eine Gruppe von Ordensgemeinschaften in der römisch-katholischen Kirche bezeichnet, die in ihrer Ausrichtung und ihrer Geschichte eng miteinander verwandt sind.

## Maristen-Schulbrüder (FMS)
→ Hauptartikel: Maristen-Schulbrüder
Die Brüdergemeinschaft der Maristen (lateinisch Fratres Maristae a Scholis, Ordenskürzel: FMS) wurde im Jahr 1817 von Marcellin Champagnat gegründet. Der Orden widmet sich der Bildung und Unterrichtung Jugendlicher, mit dem Ziel diese zu guten Christen und mündigen Bürgern zu erziehen.

## Maristenpatres (SM)
→ Hauptartikel: Maristenpatres
Die Maristenpatres (lateinisch Societas Mariae, Ordenskürzel: SM) sind eine von Jean-Claude Colin im Jahr 1816 gegründete römisch-katholische Ordensgemeinschaft. Ihr gehören sowohl Patres als auch Brüder an. Der Schwerpunkt liegt auf seelsorgerischen Aufgaben, Evangelisierung, Bildung und auf der Arbeit in Pfarreien.

## Maristenschwestern (SM)
Die Maristenschwestern oder Schwestern vom heiligsten Namen Mariä (italienisch Suore della Congregazione di Maria, Ordenskürzel SM) wurden von Jeanne-Marie Chavoin und Jean-Claude Colin gegründet.

## Maristenmissionsschwestern (SMSM)
Die Missionarinnen der Gesellschaft Mariens oder Maristenmissionsschwestern (italienisch Suore Missionarie della Società di Maria, Ordenskürzel SMSM) entstanden zwischen 1845 und 1860 mit dem Ziel, besonders Frauen auf der pazifischen Insel Wallis zu missionieren. Später wurde die Missionierung auf weitere Regionen ausgeweitet.

## Laienmaristen
Neben den Ordensgemeinschaften bieten die Gruppen der Laienmaristen die Möglichkeit, den Werten der Maristenorden zu folgen.